# اختبار تورنغ
اختبار تورنغ أو اختبار المحاكاة (بالإنجليزية: Turing test)‏ هو طريقة لتحديد ما إذا كان حاسوب أو برنامج قادر على إظهار الذكاء البشري. ويعود اسم الاختبار إلى مخترعه آلان تورنغ عالم الرياضيات وأهم أعمدة علم الحاسوب على الإطلاق، والذي اخترع هذا الاختبار في عام 1950م.

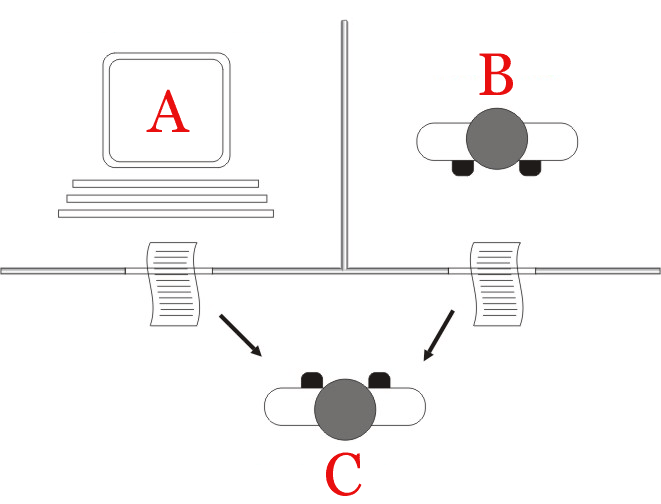
رسم يوضح اختبار تورنغ. يعد A الحاسوب, B إنسان تتم مقارنته بالحاسوب, C المراقب الذي سيقارن بينهما

## آلية الاختبار
يتم الاختبار عن طريق 3 أطراف. يتم عزل إنسان في طرف وحاسوب بالبرنامج المعد في طرف آخر، وكلا منهما مخبآن عن بعض وعن الطرف الثالث المراقب (الشخص الذي يختبر الطرفان). ويعلم المراقب أن أحد من الاثنان حاسوب ولكن لا يعلم أي منهما كذلك. سوف تهيأ المحادثة عن طريق الكتابة فقط لكي لا تكون عدم قدرة الحاسوب على نطق الكلام عائق للاختبار. ينجح الحاسوب في الاختبار إذا لم يستطع المراقب التفريق بينه وبين الإنسان. ولا يشترط أن يجاوب الحاسوب إجابات صحيحة ولكن يكتفي الامر بان يحاكي ما قد يقوله الإنسان.

## انتقادات

### الغرفة الصينية
أبرز أنتقاد للاختبار كان من الفيلسوف جون سورل بطرحه تجربة الغرفة الصينية. جادل سورل بأن حتى لو أظهر الحاسوب قدرة على محاكاة الإنسان، فلن يعتبر في حد ذاته ذكيا وقادرا على التفكير. فالحاسوب مبرمج مسبقا على إخراج معطيات معينة. و تجربته الفكرية كالتالي: لنفرض أن هناك غرفة محكمة الإغلاق، لها شقان، شق لإدخال المعلومات وآخر لإخراجها. بها شخص ومجموعتان من الاوراق واحدة باللغة الصينية والأخرى الإنجليزية، ومعه جدول يوصل كل حرف إنجليزي إلى شبيهه الصيني. إذا جئنا وادخلنا حرف إنجليزي للغرفة سيبحث الشخص الذي بداخلها عن المرادف الصيني ويخرجه. ويقول سورل أن طريقة عمل الحاسوب مشابهة لذلك، فعندما نعطيه الحرف الإنجليزي ويخرج لنا الصيني قد نعتقد أن الحاسوب قادر على التفكير، بينما هو في الأساس يقوم بتنفيذ أوامر مبرمجة مسبقا. لذلك يستنتج سورل أن اختبار تورنغ غير ناجح في تحديد ما إذا كان نظام ما قادر على التفكير.

#### ملاحظة
ان الغرفة الصينية تنطبق على أغلب الحواسيب التي تعمل من خلال البرامج المعلوماتية العادية، ولكن لا تنطبق على الذكاء الاصطناعي وخوارزميات التعلم الآلي. فهدف سورل هو دحض برامج الهدف منها «محاكاة الإنسان» أو فقط اظهار الذكاء (ذكاء اصطناعي ضعيف), ولكن لا يدحض فكرة تطور ذكاء الحاسوب ومحاكاته للذكاء البشري.

## برامج اجتازت الاختبار
- يوجين غوستمان (7 حزيران / يونيو 2014).

## وصلات خارجية
- اختبار تورنغ على مشروع الدليل المفتوح